# بيتي بلفور
بيتي بلفور (بالإنجليزية: Betty Balfour)‏ هي ممثلة بريطانية، ولدت في 27 مارس 1903 في المملكة المتحدة، وتوفيت بنفس المكان في 4 نوفمبر 1977 بسبب مرض.

## وصلات خارجية
- بيتي بلفور على موقع IMDb (الإنجليزية)
- بيتي بلفور على موقع ألو سيني (الفرنسية)
- بيتي بلفور على موقع أول موفي (الإنجليزية)
- بيتي بلفور على موقع قاعدة بيانات الأفلام السويدية (السويدية)
- بيتي بلفور على موقع قاعدة بيانات الفيلم (الإنجليزية)
- بيتي بلفور على موقع كينوبويسك (الروسية)